# Colin Blunstone
Colin Edward Michael Blunstone (Hatfield, Hertfordshire, 24 de junio de 1945) es un cantante, compositor y músico inglés, reconocido por su asociación con las bandas The Zombies, Argent y The Alan Parsons Project y por su larga carrera como solista. 

## Carrera
En una carrera de más de cincuenta años, Blunstone logró el reconocimiento en la década de 1960 como cantante de la banda de rock The Zombies, la cual logró ubicar cuatro sencillos en el Top 75 en los Estados Unidos: "She's Not There", "Tell Her No", "She's Coming Home" y "Time of the Season". Blunstone emprendió una aventura como solista en 1969, publicando tres sencillos bajo el pseudónimo de Neil MacArthur. Desde entonces ha publicado diez álbumes de estudio y un álbum en directo con su nombre real. Sus éxitos como solista incluyen "She's Not There", "Say You Don't Mind", "I Don't Believe in Miracles", "How Could We Dare to Be Wrong", "What Becomes of the Brokenhearted" y "The Tracks of My Tears". También obtuvo reconocimiento por su extensa colaboración con la banda The Alan Parsons Project.

## Discografía

### Solista
- One Year (1971)
- Ennismore (1972)
- Journey (1974)
- Planes (1977)
- Never Even Thought (1978)
- Late Nights in Soho (1979)
- Echo Bridge (1995)
- The Light Inside (1998)
- Out Of The Shadows (2001)
- The Ghost of You And Me (2009)
- On The Air Tonight (2012)

### Como Neil MacArthur
- "She's Not There" / "World of Glass" – (1969)[4]
- "Don't Try to Explain" / "Without Her" (1969)
- "It's Not Easy" / "12:29" (1969)